# (8806) Fetisov
(8806) Fetisov (1981 UU11) – planetoida z pasa głównego asteroid okrążająca Słońce w ciągu 4 lat i 257 dni w średniej odległości 2,81 au. Została odkryta 22 października 1981 roku w Krymskim Obserwatorium Astrofizycznym w Naucznym na Półwyspie Krymskim przez Nikołaja Czernycha. Nazwa planetoidy pochodzi od Wiaczesława Aleksandrowicza Fietisowa (ur. 1958), rosyjskiego hokeisty, dwukrotnego mistrza olimpijskiego.